# Tande
Alexandre Ramos Samuel, más conocido como Tande (20 de marzo de 1970 en Resende, Río de Janeiro), es un jugador brasilero de voleibol. Comenzó a jugar voleibol para el equipo Botafogo cuando tenía 12 años de edad.
Su mayor logro fue una medalla de oro que ganó junto al equipo brasilero en los Juegos Olímpicos de 1992 en Barcelona. En 1995, compitió junto a su equipo en los Juegos Olímpicos de 1996 en Atlanta, donde obtuvo el 5º lugar. En 1997 cambió de disciplina para dedicarse al vóley de playa, haciendo dupla con quien había sido su compañero, Giovane. Ambos compitieron juntos en Sídney 2000. 